# Штурм Шуші
Штурм Шуші (8—9 травня 1992 року) — епізод початкової фази Карабаської війни. У ході цієї операції вірменські збройні формування захопили місто Шуша, населеним після різанини вірмен у березні 1920 року переважно азербайджанцями, й прилеглим районом, сільське населення якого складалося переважно з вірмен.

## Причини захоплення міста
Необхідність захоплення міста обґрунтовувалась вірменами тим, що з боку Шуші проводився інтенсивний обстріл Степанакерта установками «Град».
У відповідь на блокаду Чайкенда й Мартунашена 24 квітня 1991 року вірменські формування обстріляли Шушу градобійними ракетами типу «Алазань». У Шуші були зруйновані кілька будинків й поранено 3 мирних жителів.
На початку лютого 1992 року лідер Народного фронту Азербайджану Рагім Газієв передислокував дві системи «Град» до розташованої над Степанакертом Шуші, щоб звідти вести обстріл міста. Степанакерт лежав перед Шушею як на долоні та являв собою легку мішень для артилерії. Однак стрільба з установок «Град» велась без узгодження того, коли і як стріляти.
Починаючи з середини лютого сотні ракет градом сипались на Степанакерт із Шуші, засіваючи руйнування й паніку. До того часу у вірменів також було дві установки «Град» з радянської військової бази у Вірменії, однак снарядів у них було менше.

## Хід операції
На момент штурму військовим комендантом Шуші був Ельбрус Оруджев.
Для вірменів захоплення Шуші було стратегічним завданням номер один. Операцію із захоплення міста було доручено провести Аркадію Тер-Тадевосяну на прізвисько «Командос» чи «Командо». У Тер-Тадевосяна, тихого професійного офіцера з Грузії, була одна велика перевага — відсутність будь-яких політичних амбіцій. Він став отримувати з Вірменії нові партії зброї, коли після захоплення Ходжали знову відкрився єдиний в області аеродром.
Тер-Тадевосян казав, що його головною метою було оточити Шушу, взяти навколишні села й відволікти частину азербайджанських сил від оборони міста.
Штурм розпочався о 2.30 8 травня 1992 р. Тер-Татевосян казав, що за його розрахунками, вся операція мала зайняти «три-чотири дні». Він сподівався зчинити паніку серед захисників міста та змусити їх залишити місто без бою. Великий військовий контингент було виставлено поблизу відкритої дороги на захід із Шуші, причому солдатам було віддано наказ не стріляти в людей, що тікали з міста, однак блокувати доступ до міста для підкріплення. Одним з тих, хто перебував на цій позиції, був і Роберт Кочарян, майбутній президент НКР і президент Республіки Вірменія.
Основний тягар наступальної операції ліг на плечі тих вірменських солдатів, які підходили до міста гірськими стежками з півночі та сходу.
До вечора захисники міста вирішили, що атаку вірменів відбито. Роковим для міста виявилось те, що упродовж цього дня більшість захисників просто втекли з Шуші. У Оруджева вже не вистачало людей для продовження бою, й він віддав наказ до відступу.
Одним з тих, хто залишив Шушу в числі останніх, був чеченський доброволець Шаміль Басаєв, надалі сумнозвісний лідер бойовиків у чеченській війні. Бій тривав лише один день, але в ході боїв загинуло, ймовірно, близько трьохсот осіб.
Оволодіння містом Шуша стало першою значною військовою перемогою вірменських формувань в ході Карабаського конфлікту.

## Наслідки
Штурм Шуші відбувся у той час, коли президент Вірменії Левон Тер-Петросян зустрівся у Тегерані з чинним лідером Азербайджану Ягубом Мамедовим для проведення мирних перемовин. За підсумками цих переговорів було підписано спільне комюніке з основних принципів мирної угоди. Вже під час вильоту з Тегерана на трапі літака Мамедову вручили повідомлення про те, що вірмени атакували Шушу. Таким чином посередницька ініціатива Ірану була зірвана.
Втрата Шуші стала для Азербайджану найбільшим військовим ударом. Тепер азербайджанці втратили свій останній форпост у Карабаху, що мав стратегічно вигідне розташування. Окрім того, Шуша відома як один із центрів азербайджанської культури. Падіння міста призвело до появи різноманітних теорій змови в Азербайджані. Однак, як зазначають учасники подій, причиною захоплення Шуші стала погана організація оборони й відсутність єдиного управління. Ельбрус Оруджев також вказує на політичні конфлікти у Баку як на причину провалу оборони Шуші. Після падіння Шуші політичні суперечки в Баку посилились, сторони стали обмінюватись взаємними звинуваченнями у некомпетентності і зраді.